# Stanley Z. Cherry
Pour les articles homonymes, voir Cherry.
Stanley Z. Cherry est un réalisateur et scénariste américain né le 2 février 1932 à Los Angeles, Californie (États-Unis), décédé le 27 septembre 2006 à Studio City (Californie).

## Filmographie

### comme réalisateur
- 1957 : Bachelor Father (en) (série télévisée)
- 1959 : Dobie Gillis ("The Many Loves of Dobie Gillis") (série télévisée)
- 1963 : L'Homme à la Rolls ("Burke's Law") (série télévisée)
- 1963 : Petticoat Junction (en) ("Petticoat Junction") (série télévisée)
- 1964 : Flipper le dauphin ("Flipper") (série télévisée)
- 1965 : Mona McCluskey (en) (série télévisée)
- 1975 : The Elephant Story - Movin' On (série télévisée)
- 1976 : The Kids from C.A.P.E.R. (en) (série télévisée)
- 1988 : Bring Me the Head of Dobie Gillis (TV)

### comme scénariste
- 1983 : Carpool (en) (TV)
- 1971 : Congratulations, It's a Boy! (en) (TV)
- 1977 : The Washington Affair de Victor Stoloff
- 1983 : Illusions (TV)
- 1983 : Cowboy de Jerry Jameson (TV)
- 1983 : Carpool (en) (TV)